# Divisió d'Amravati
La Divisió d'Amravati és una subdivisió administrativa de l'estat de Maharashtra a l'Índia. Junt amb la divisió de Nagpur forma l'antiga regió de Vidarbha que voldria formar estat separat. Aquestes dues divisions foren unides a l'estat de Bombai el 1956 des del Madhya Pradesh, per motius linguistics (Bombai formà l'estat de Maharashtra el 1960). La divisió té una superfície de 46.090 km² i una població (2001) de 9.941.903 habitants. Està formada per cinc districtes: Akola, Amravati, Buldhana, Washim i Yavatmal.